# José Antonio Páez (municipalité)
Pour les articles homonymes, voir Páez.
José Antonio Páez est l'une des quatorze municipalités de l'État d'Yaracuy au Venezuela. Son chef-lieu est Sabana de Parra. En 2011, la population s'élève à 19 673 habitants.

## Géographie

### Subdivisions
Selon l'Institut national de statistique et contrairement à la plupart des municipalités du pays, la municipalité de José Antonio Páez ne comporte aucune paroisse civile.